# Leyland Sherpa
Leyland Sherpa — легкий комерційний автомобіль, що виробляється Leyland Motors, дочірньою компанією British Leyland з 1974 року.
Leyland Sherpa створена на основі фургонів Morris/BMC J4 та JU250 1960-х років, пройшла ряд удосконалень, головним із яких було перегляд передньої системи управління J4 та переміщення двигуна попереду кабіни та доступу через капот. Це дозволило збільшити колісну базу, що призвело до більшої стійкості, корисного навантаження, бокового завантаження та характерного профілю «Шерпа» (хоча останній з J4 і перший Шерпа в основному ідентичні з задньої частини).
Шерпа поступився місцем серії Freight Rover 200 і, у свою чергу, серії Leyland DAF 200, перш ніж остаточно стати пілотним після створення LDV у 1993 році. Спочатку він був розроблений для виробництва автомобілів, що призвело до того, що він мав вузьку колію. Ця особливість була перетворена в перевагу у пізнішій рекламі, підкреслюючи її здатність на вузьких міських вулицях – справді, це було причиною, чому серії Sherpa протягом багатьох років віддавала перевагу Королівська Пошта перед Ford Transit.

## Історія
Ближче до кінця шістдесятих років пропозиція British Leyland у секторі легких комерційних автомобілів (LCV) застаріла і стала не дуже конкурентоспроможною на ринку: Morris J4 був застарілим, і хоча він був кращим за Morris J2, він не був високо оцінений громадськістю. Крім того, нові та більш сучасні фургони, випущені на ринок, такі як Ford Transit і Bedford CF, допомогли забути про рекламу Morris.
Стен Дьюз, колишній інженер Ford, який очолював програму Transit, був найнятий BLMC для розробки нової моделі комерційного автомобіля. Так народився проект CV300, заснований на платформі передньопривідної моделі Austin 1800 ADO 17 із заниженою вантажною платформою, дуже схожою на Citroën Type H. Однак передньопривідне рішення було відхилено топ-менеджментом BLMC, оскільки воно було визнане непридатним і не дуже надійним для комерційного автомобіля та нездатним підтримувати більш потужні двигуни, тому робота над CV300 була перервана.
Не злякавшись цієї критики, Дьюз побудував модель, схожу на Transit: таким чином народився проект CV154 із схожою механічною архітектурою із заднім приводом, драбинчастою рамою та набагато кутастішим і сучаснішим дизайном, який дистанціювався від дизайну «скарбнички» Transit. Однак загальні інвестиції у виробництво CV154 становили 8 мільйонів фунтів стерлінгів, що було оцінено занадто високо для фургона, і British Leyland також зупинив цей проект.
У результаті підрозділ British Leyland LCV продовжував втрачати частку ринку у Великій Британії та впав лише до 7%. Щоб виправити ситуацію, Дьюз під час численних візитів на фабрику Морріса досліджував, які наявні частини серії Morris J4 і JU та які машини ще можна повторно використовувати для адаптації їх до проекту CV154.
Так народився Sherpa, який успадкував двері та задні панелі від старого Morris J4.

### Знайомство з Sherpa

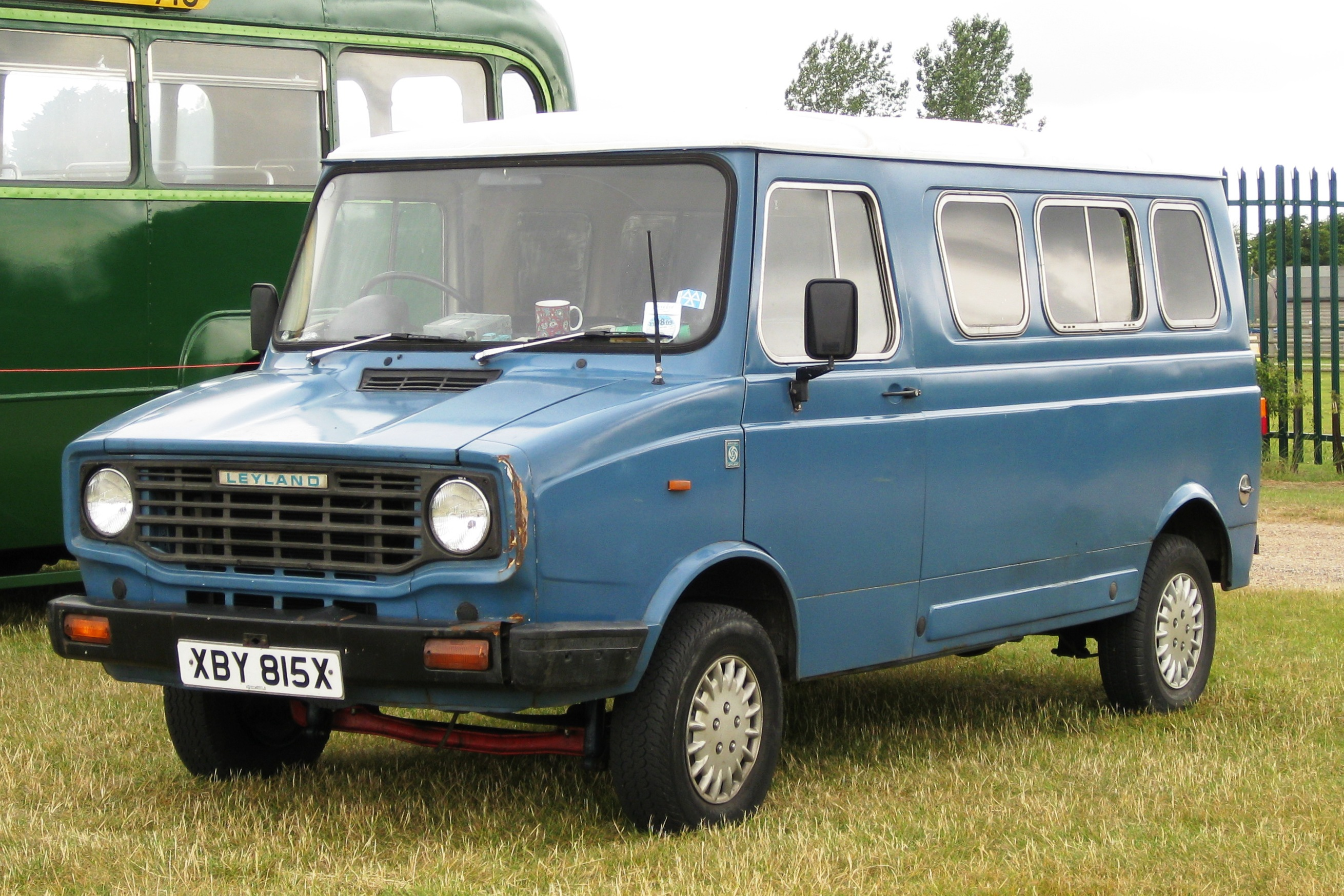
Leyland Sherpa (1974–1982)

Нова реклама була запущена в 1974 році під назвою просто Leyland Van. Через рік назву моделі було змінено на Leyland Sherpa, щоб надати автомобілю більшої ідентичності. Замість бренду Morris використовувався бренд Leyland, щоб підкреслити віддаленість від старих автомобілів Morris.
Початковий модельний ряд Sherpa складався з версій фургонів 185, 215 і 240 (з корисним навантаженням 1,85, 2,15 і 2,4 тонни), пікапа з кузовом, вбудованим у панелі кузова, доступного у версіях 215 і 240, мікроавтобуса 240 і кабіни без шасі (для будівельників кузова) 220 і 250. Діапазон двигунів складався з чотирициліндрових бензинових двигунів серії B об’ємом 1622 і 1798 куб.см і дизеля серії B об’ємом 1798 куб.см.

### Austin Morris Sherpa

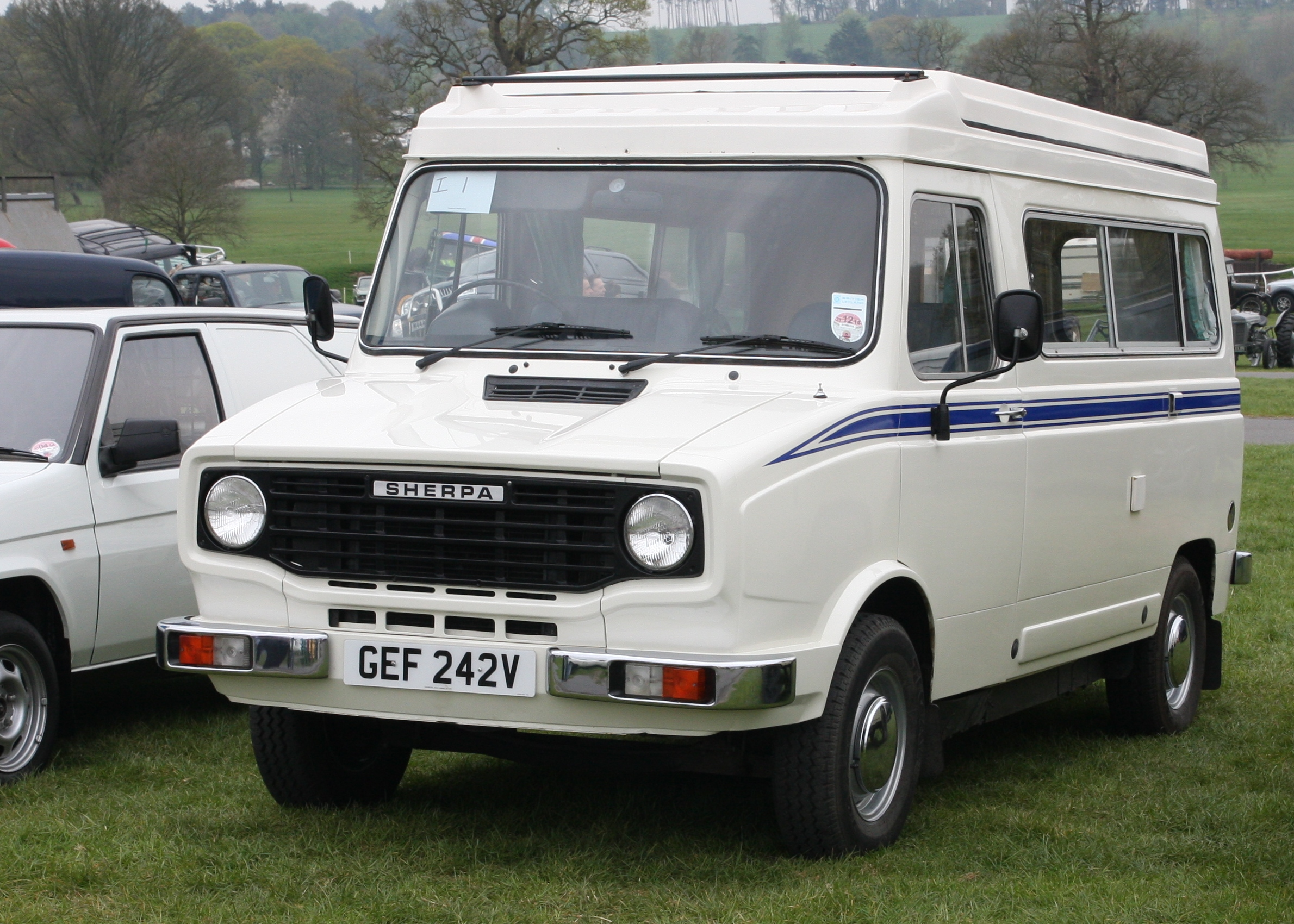
Austin Morris Sherpa

У 1978 році Sherpa був оновлений з точки зору механіки: дебютували нові бензинові двигуни серії O об'ємом 1,7 і 2,0 літра, які замінили попередні бензинові агрегати серії B об'ємом 1622 і 1798 куб.см, а дизель залишився в списку. Було також оновлено асортимент обладнання: версії фургона стали 200, 230 і 250, пікап — 230 і 250, мікроавтобус — лише 250, а кабіна з голим шасі — лише 255. Через кілька місяців після дебюту нової лінійки Sherpa була перейменована в Austin Morris і втратила марку Leyland.
У 1980 році Borg Warner на прохання British Leyland розпочав випробування перших Sherpas, оснащених автоматичною коробкою передач на основі версії 250 бензинових фургонів.

### Freight Rover Sherpa

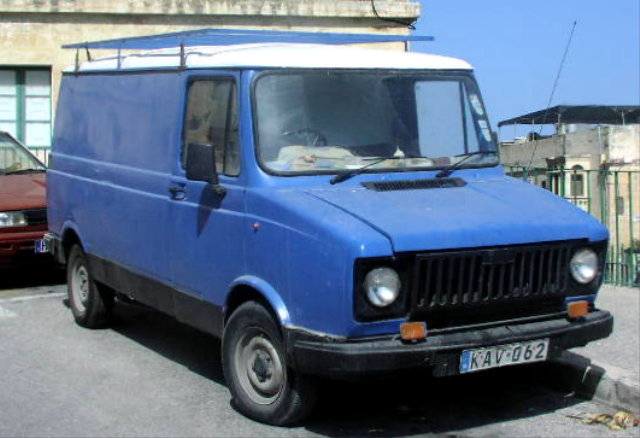
Freight Rover Sherpa K2 (1982–1984)

У 1981 році British Leyland створив підрозділ Freight Rover як частину групи Land Rover, тому транспортний засіб було перейменовано на Freight Rover Sherpa.
Враховуючи падіння попиту на модель Sherpa, новонароджена компанія почала роботу над серйозним рестайлінгом моделі (проект K2), щоб збільшити продажі та зробити її більш привабливою для публіки. Понад 30 мільйонів фунтів стерлінгів було інвестовано в модернізацію заводу Common Lane у Бірмінгемі шляхом придбання нового автоматизованого обладнання та урочистого відкриття нової лінії фарбування. У 1982 році відбувся дебют Sherpa K2. Було покращено бічний доступ до вантажного відділення та перероблено решітку радіатора. Фургон був доступний у версіях 200, 230, 250 і 280. Мікроавтобус тільки в 250. Також дебютувала нова версія «Hi Capacity» з піднятим дахом, яка збільшує корисне навантаження до 255, 280 і 330.
Пікап із інтегрованим кузовом був залишений, і дебютувала нова версія пікапа зі сталевим кузовом, відділеним від кузова, доступна з кабінами 255 та 280; він також продавався у версії шасі з голою рамою для кузовщиків. Лінійка двигунів залишилася незмінною: 1,7- та 2,0-літрові бензинові агрегати серії O, 1,8-літровий дизель серії B, але також була додана опція бензинових двигунів, переобладнаних на зріджений газ, із системою виробництва Landi-Hartog. Ще однією новинкою стала повнопривідна версія (Sherpa 4x4) з переходом і механічною схемою виробництва Land Rover.

### Sherpa серії 200
У 1984 році відбувся новий рестайлінг, і асортимент був розділений на дві підсерії під назвами 200 Sherpa та 300 Sherpa (останній новий із більшим і ширшим кузовом); номери 200 і 300 згрупували різні курси. Основні естетичні зміни відбулися в передній частині, яка отримала квадратні фари, нові бампери та прямокутні покажчики повороту, переміщені в бампери, колісні арки з більш округлими та виступаючими арками, нові оновлені петлі задніх дверей, нові двері та нові ручки.
У версії 255 Sherpa серії 200 пропонувалася з кузовом пікап під назвою Luton із самоскидом; класичний пікап, з іншого боку, був доступний у версіях 255, 280 і 285, з короткою або довгою колісною базою або без кузова у версії шасі для виробників кузовів. Моделі мікроавтобусів залишилися в списку. Лінійка двигунів була такою ж, як у попереднього Sherpa K2, включаючи старий дизель сімейства B. Дизель сімейства B був виключений із списку в листопаді 1986 року на серії Sherpa 200, замінений новим атмосферним дизелем 2.0 MDi Perkins Prima з безпосереднім уприскуванням (той самий, що використовувався в Austin Maestros), який фактично був двигуном сімейства O від British Leyland, який був ретельно перероблений. ред. та оновлено. Цей силовий агрегат був досить шумним, але все ще був дуже надійним, здатним забезпечити чудову економію палива, хоча продуктивність двигуна була скромною через відсутність турбокомпресора. Оновлено бензинові двигуни 1.7 і 2.0 (сімейство O2).

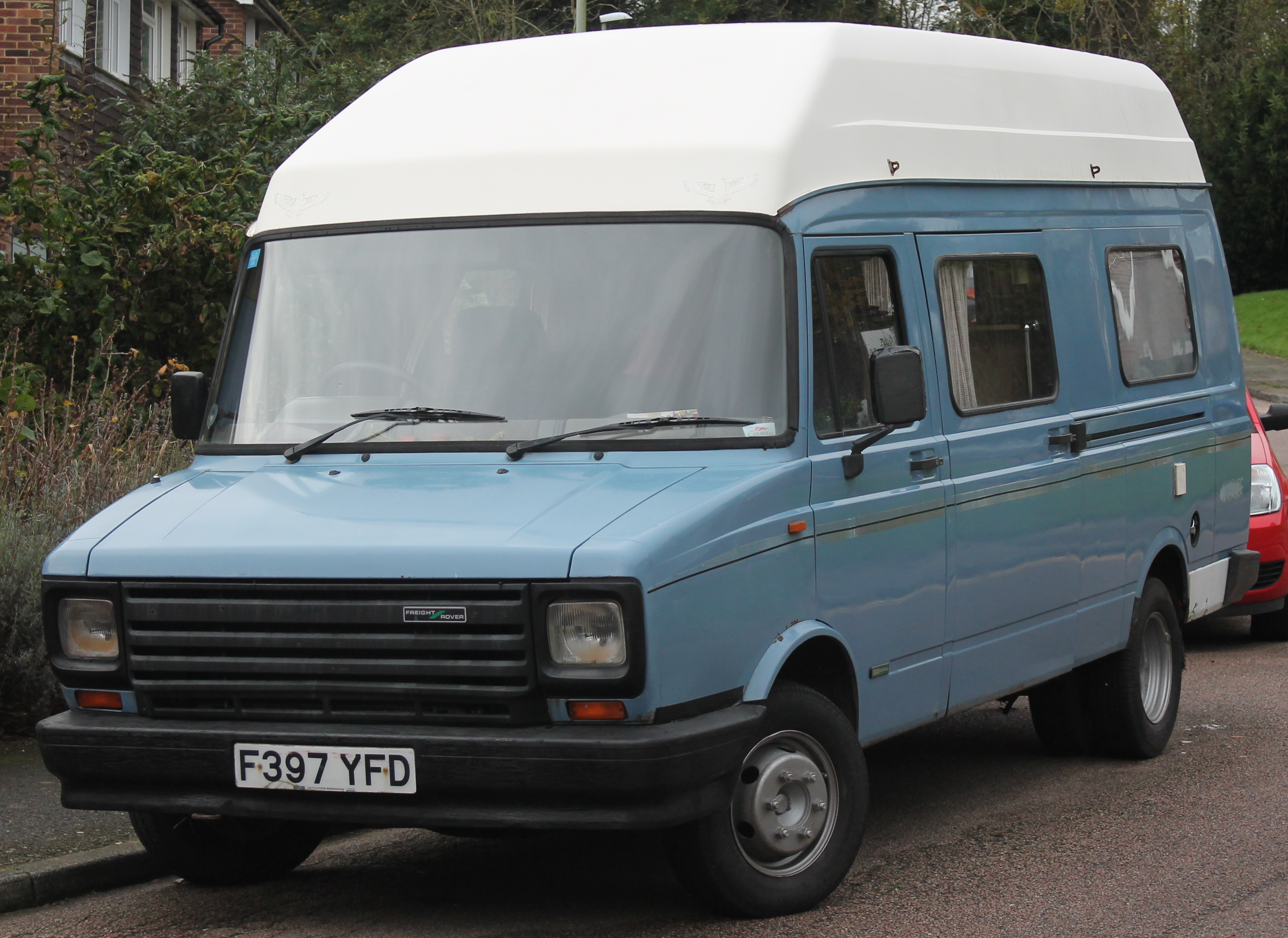
Freight Rover 200 (1984–1989)
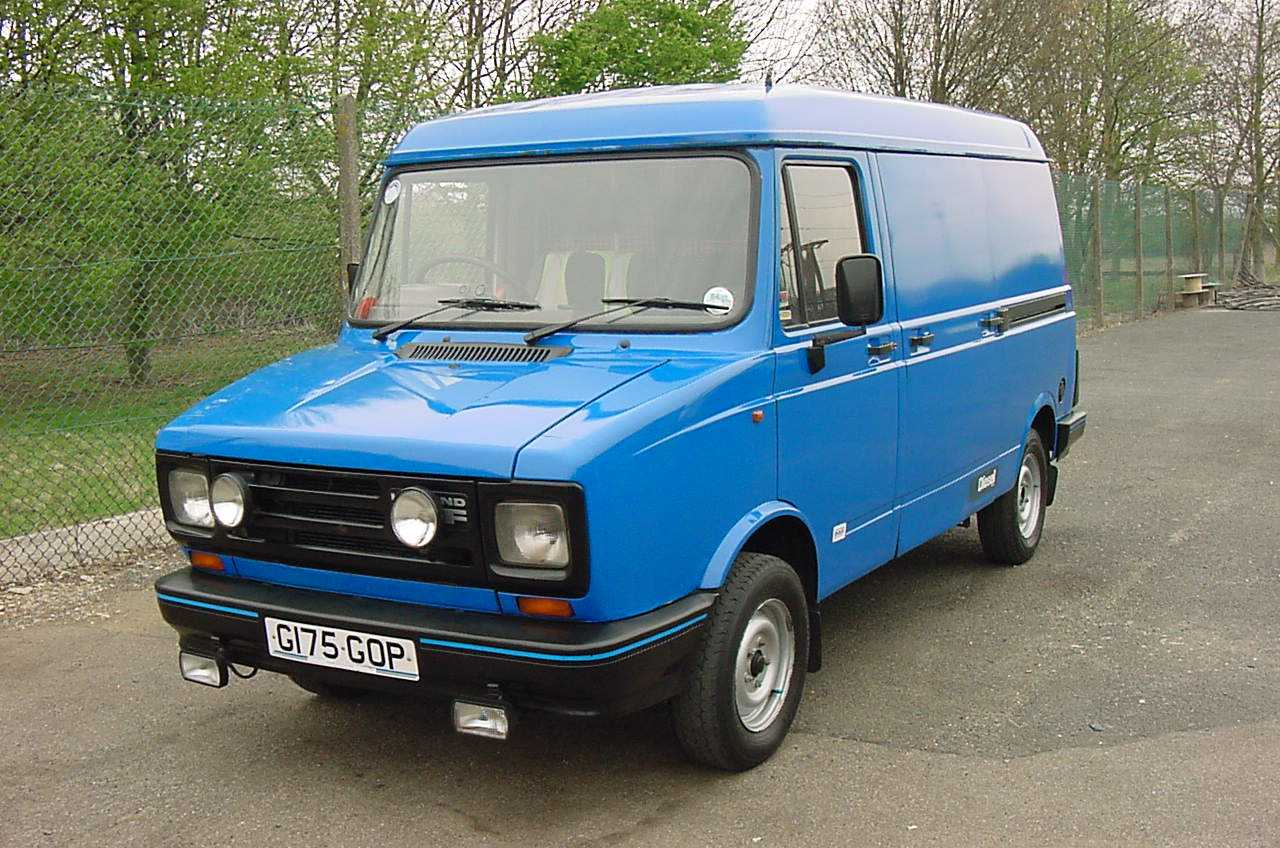
Leyland DAF 200 (1989–1993)
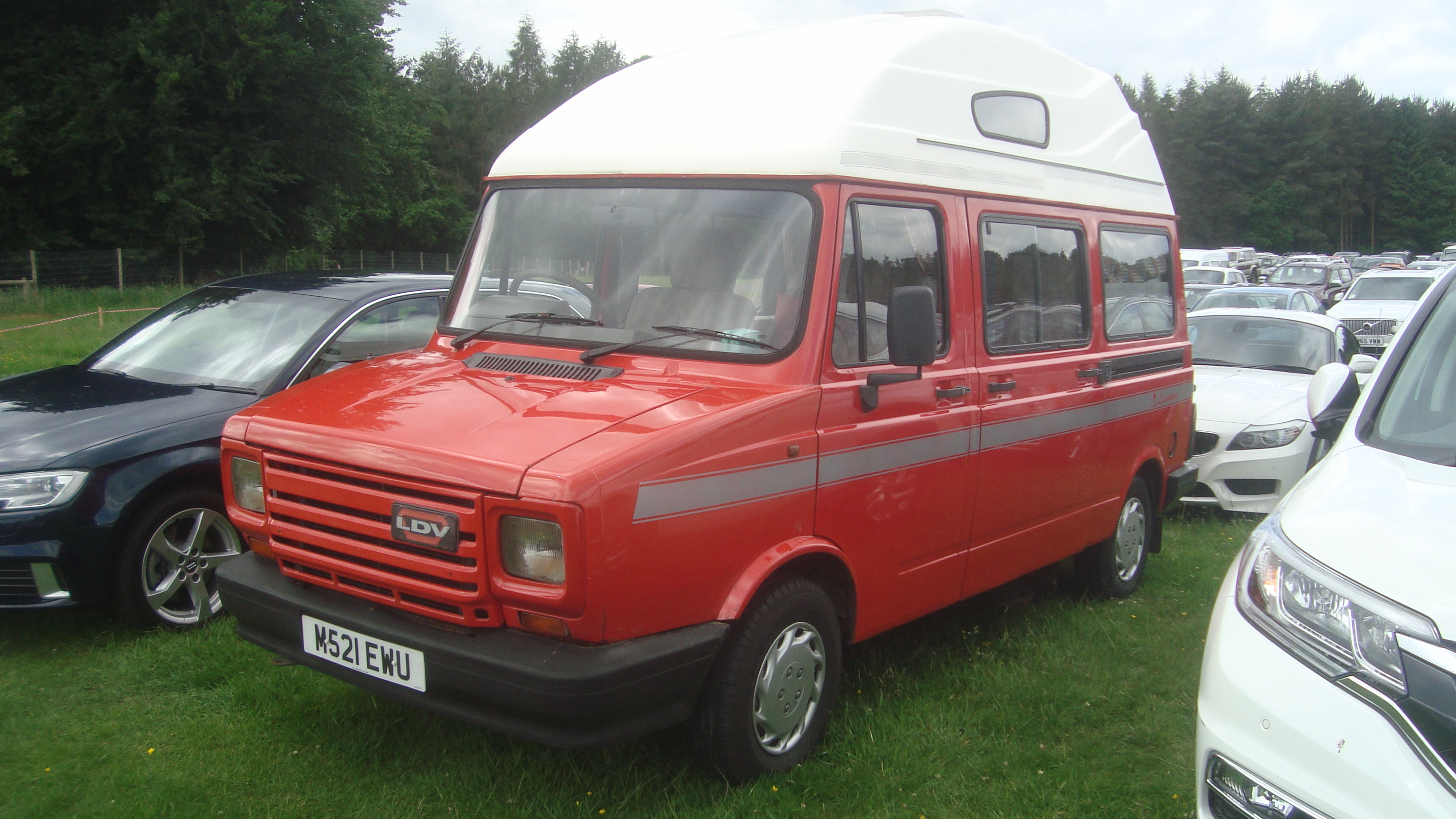
LDV 200 (1993–1996)

### LDV Pilot 1996-2006

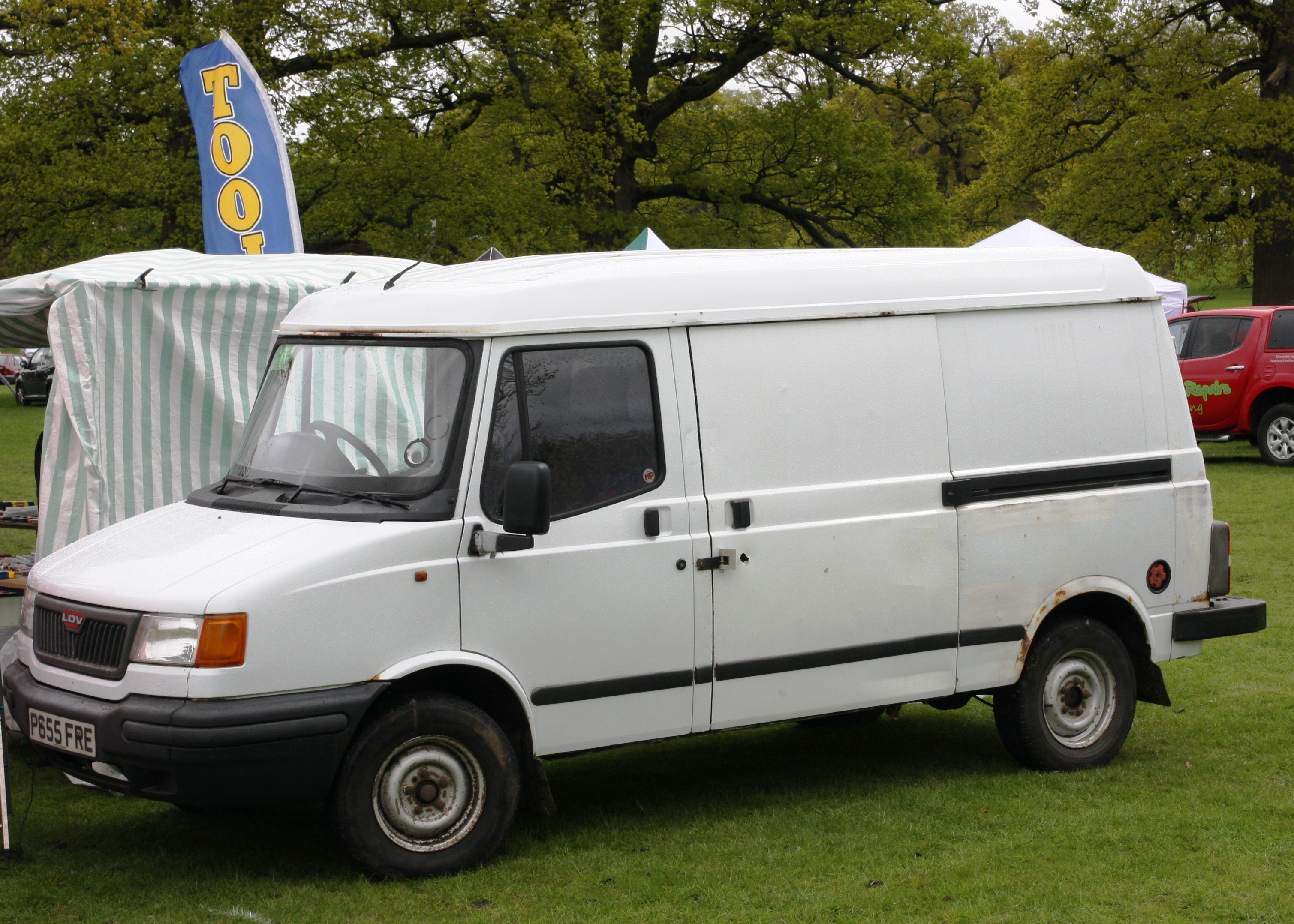
LDV Pilot (1996–2005)

Кузов тепер мав менш кутасті передні панелі та перероблені панель приладів і сидіння. Крім того, тепер був дизель PSA XUD 1905 cc з турбонаддувом. Велику кількість замовили армія, британська поліція та Королівська пошта. У 2007 році було проведено опитування понад 100 000 читачів Nutzfahrzeug-Magazine, які вибрали на той час недоступну серію як національний фургон року 2007. Після того як LDV Maxus будувався паралельно з 2004 року, він повністю замінив пілот і конвой у 2006 році.

## Двигуни
- 1.6 L B-Serie I4 (1974-1978)
- 1.8 L B-Serie I4 (1974-1978)
- 1.8 L B-Serie I4 (diesel, 1974-1986)
- 1.7 L O-Serie I4 (1978-1996)
- 2.0 L O-Serie I4 (1978-1996)
- 2.0 L MDi Perkins Prima I4 (diesel, 1986-1989)
- 1.9 L PSA XUD I4  I4 (diesel, 1989-1996)
- 1.9 L PSA XUD I4 (turbodiesel, 1996-2006)